# Masyw Centralny

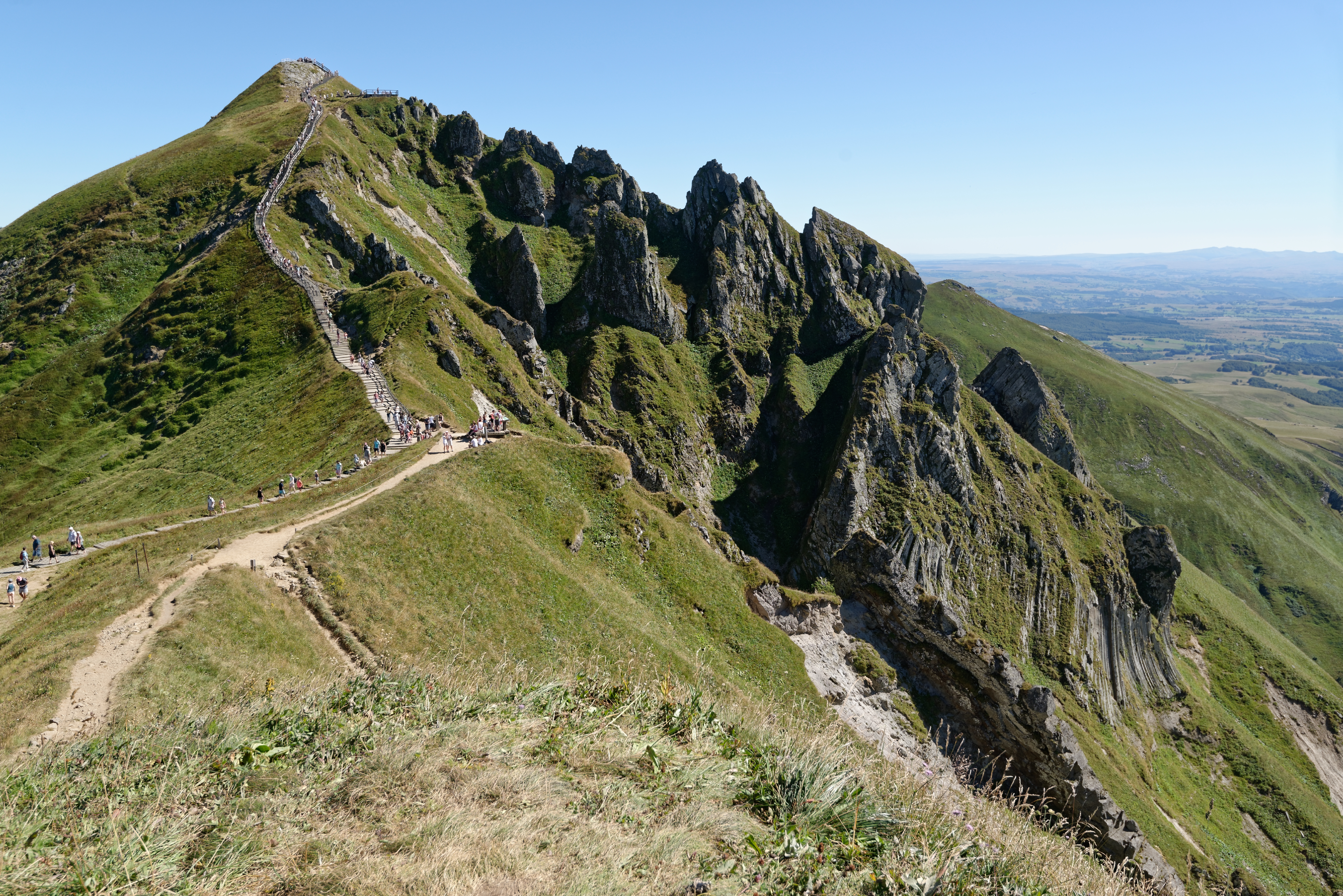
Puy de Sancy, najwyższy szczyt Masywu Centralnego

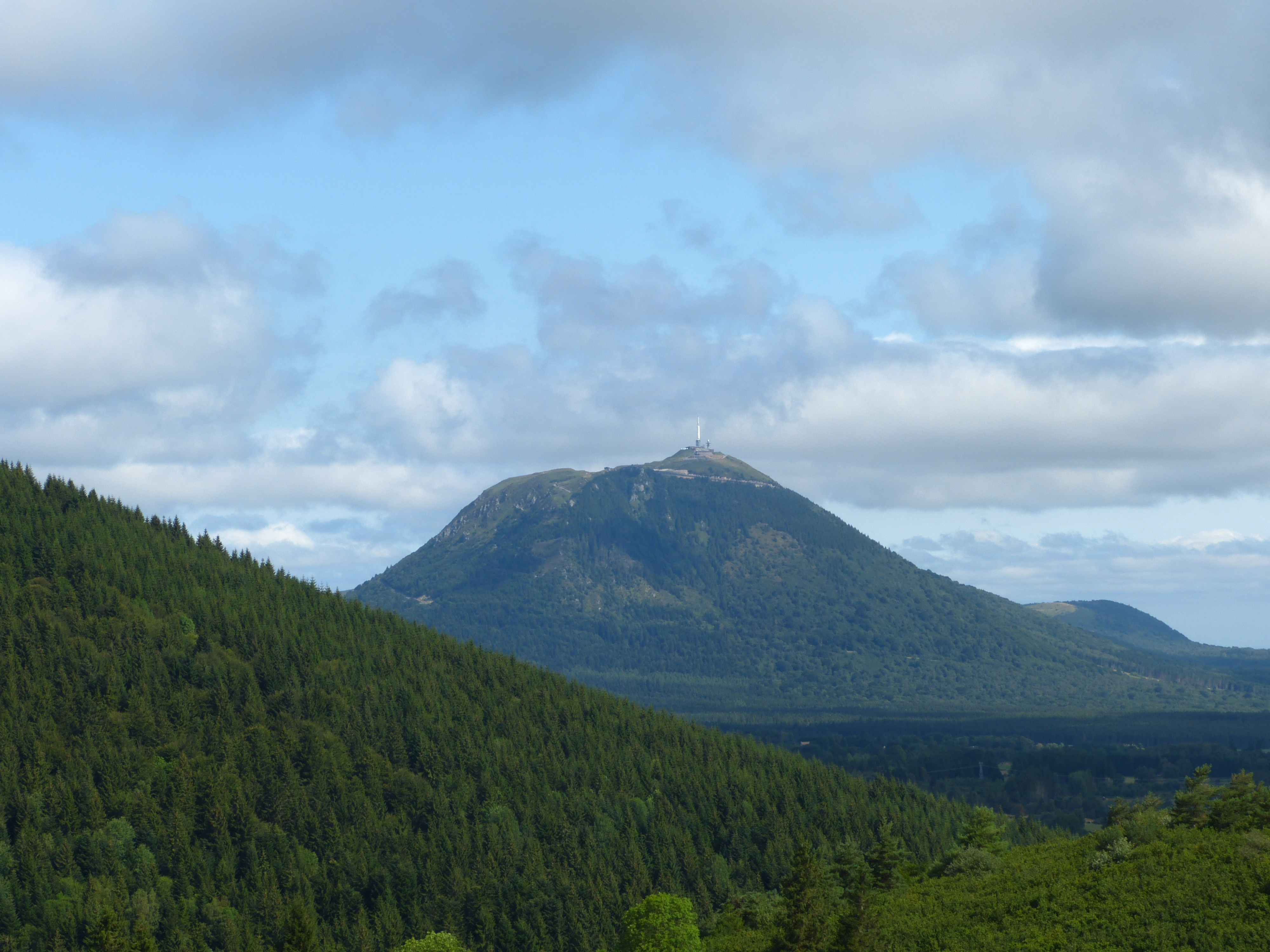
Puy de Dôme – jeden z najbardziej znanych szczytów Masywu Centralnego

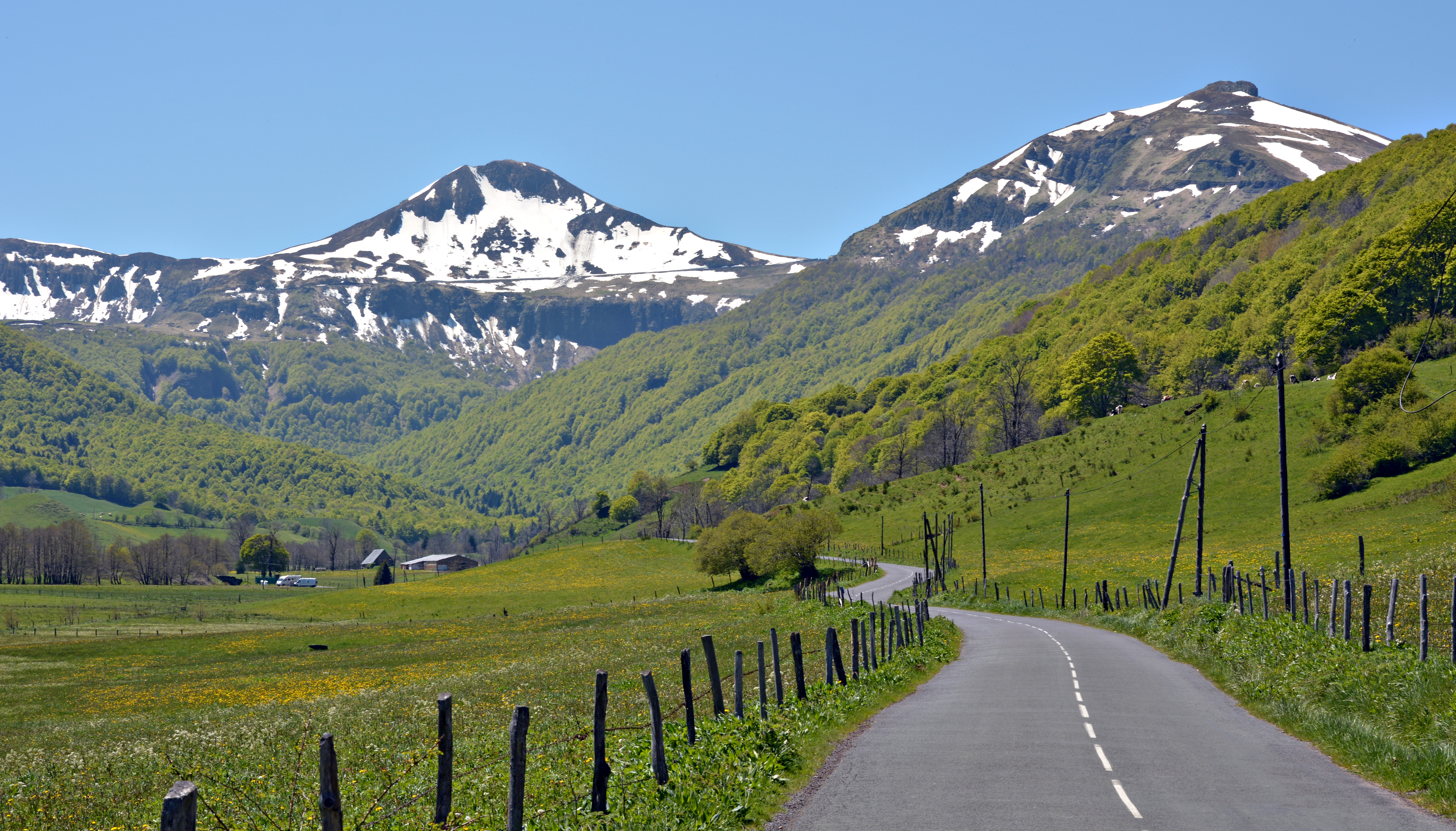
Dolina w okolicy Cheylade oraz szczyt Puy Mary

Masyw Centralny (fr. Massif central) – wyżynno-górska kraina w środkowej i południowej Francji, zajmująca powierzchnię około 85 tys. km². Wznosi się średnio 400–700 m n.p.m., a najwyższym szczytem jest położony w północnej części Puy de Sancy (1885 m n.p.m.), będący częścią krawędzi krateru wulkanu Mont Dore. Doliny rzek (m.in. Loary, Allier, Dordogne, Lot i Tarn) rozdzielają go na odrębne płaskowyże i grupy górskie. Najciekawsza z nich to położone w południowej części Sewenny.
Przyroda Masywu Centralnego chroniona jest w Parku Narodowym Sewennów oraz parkach regionalnych, m.in. Wulkanów Owernii i Livradois-Forez.

## Geologia
Masyw Centralny to obszar o budowie zrębowej. Najstarsze elementy podłoża, skały paleozoiczne, zostały sfałdowane w czasie orogenezy hercyńskiej. Zostały one przykryte niekiedy młodszymi osadami, m.in. z karbonu – do niedawna eksploatowano tu węgiel kamienny. W czasie fałdowania alpejskiego miały miejsce kolejne ruchy górotwórcze. W tym też okresie obserwuje się wzmożoną aktywność wulkaniczną, która ustała ostatecznie około 10 tysięcy lat temu. Dzisiaj można podziwiać dobrze zachowany krajobraz powulkaniczny, ze stożkami wulkanicznymi i jeziorami kraterowymi. Występują tu też licznie gorące źródła mineralne, które wykorzystywane są w lecznictwie uzdrowiskowym (m.in. w Vichy, Royat, Chamalières, Saint-Nectaire, Bourboule).

## Działalność człowieka
Większa część Masywu pokryta jest łąkami i pastwiskami, ale także znaczącymi obszarami leśnymi. Podstawą utrzymania miejscowej ludności było głównie rolnictwo (hodowla owiec i bydła, uprawa zboża i winorośli). Przemysł rozwijał się jedynie w większych miastach i w okolicy zagłębia węglowego. Zarówno tradycyjne rolnictwo, jak i lokalny przemysł znalazł się w kryzysie, dlatego też w tym już słabo zaludnionym regionie, obserwuje się intensywne procesy wyludniania. 
Najważniejszymi miastami tego obszaru są: Clermont-Ferrand, Saint-Étienne, Le Creusot, Limoges. Masyw Centralny położony jest w następujących regionach administracyjnych: Owernia-Rodan-Alpy, Nowa Akwitania, oraz Oksytania.